# 天囷九
天囷九（鯨魚座δ），又名BD-00 406，HD 16582、SAO 110665、HR 779，是鯨魚座的一颗恒星，视星等为4.07，位于銀經170.76，銀緯-52.21，其B1900.0坐标为赤經2h 34m 21.3s，赤緯-0° -52.21′ 10″。